# Ranella olearium
Ranella olearium is een slakkensoort uit de familie Ranellidae. De wetenschappelijke naam van de soort werd gepubliceerd in 1758 door Linnaeus als Murex olearium in de tiende editie van Systema naturae.